# Обсидиан
 Тази статия е за скъпоценния камък.  За българското издателство вижте Обсидиан (издателство).  
Обсидианът е вид природно вулканично стъкло или вулканско стъкло .  Образува се при бързото охлаждане и втвърдяване на високо вискозитетна кисела, риолитна лава, съдържаща голямо количество SiO2. Среща се предимно в черен цвят, но не са изключени и оранжев, червен, сив и син цвят. Могат да се срещнат и различни комбинации от цветове, сливащи се и преплитащи се в различни петна и рисунък. Съдържа от 35% до 85% силициев диоксид. Твърдостта му е 5 – 6 по скалата на Моос. Има мидест лом. Блясъкът му е стъклен, но понякога може да бъде и копринен. Често в обсидиановите проби се наблюдават извити линии на потока, появяващи се в резултат на движения по време на втвърдяване.
Почти всяка разлята на повърхността лава може да образува вулканично стъкло при бързо охлаждане и втвърдяване. В зависимост от състава на лавата се различават риолит-обсидиан (най-често срещаният), дацит-обсидиан, трахит-обсидиан, базалт-обсидиан (рядко) и др.
Най-големите находища на обсидиан са в Исландия, Италия и Япония.

## История
Още в праисторията първите хора са използвали обсидиан като сечиво поради голямата му твърдост. Обсидианът, заедно с кремъка и халцедона (кварц) са първите камъни, използвани от човека в неговия бит. Древните народи са изработвали различни остриета и оръжия от обсидиан, а също така статуи, огледала и различни накити.
Обейдската култура, датирана към периода 6500 – 3800 година пр.н.е., изработвала ножовете си от обсидиан. Древните египтяни използвали обсидиан, който внасяли от Източното Средиземноморие и южните региони на Червено море и го използвали в ритуалите си. В източната част на Средиземно море материалът е използван за направата на инструменти, огледала и декоративни предмети. В Мезоамерика вулканичното стъкло е познато още на най-ранните народи, обитавали района. От него мезоамериканците изработвали много от военните си и битови инструменти. Ацтеките имали дървен меч с остриета от обсидиан, който наричали макуахуитъл. Оръжието било в състояние да нанесе ужасни наранявания на противниците им.

## Поверия
Както за повечето редки и красиви камъни, и за обсидиана съществуват различни поверия. За него се вярвало, че има силата да дава ясен поглед върху проблемите.